# Dagnam
Dagnam (en népalais : दग्नाम) est un comité de développement villageois du Népal situé dans le district de Myagdi. Au recensement de 2011, il comptait 1 089 habitants.